# Mattawamkeag CDP (Maine)
Mattawamkeag es un lugar designado por el censo ubicado en el condado de Penobscot en el estado estadounidense de Maine. En el Censo de 2020 tenía una población de 422 habitantes y una densidad poblacional de 56,04 habitantes por km². Fue incluido como CDP en el censo de 2020. 

## Geografía
Mattawamkeag se encuentra ubicado en las coordenadas 45°31′01″N 68°21′14″O / 45.51694, -68.35389. Según la Oficina del Censo de los Estados Unidos,  tiene una superficie total de 7,53 km², de la cual 7,35 km² corresponden a tierra firme y 0,18 km² a agua.